# Ломаццо, Джованни Паоло
Джованни Паоло Ломаццо (итал. Giovanni Paolo Lomazzo, 26 апреля 1538, Милан — 27 января 1592, Милан) — итальянский живописец периода маньеризма, поэт, коллекционер и теоретик искусства.

## Биография
Художник родился в семье выходцев из ломбардского города Ломаццо. Племянник другого известного ломбардского художника-маньериста — Гауденцио Феррари. Ломаццо был учеником Джованни-Баттиста делла Черва в Милане, который учился у Гауденцио Феррари, стал его главным помощником, а затем унаследовал его мастерскую.
Дж. П. Ломаццо работал в Милане, Лоди и Пьяченце. Испытал влияние Рафаэля и Микеланджело. Одной из первых живописных работ Ломаццо был цикл фресок, созданных в подражание работе известного леонардеска Бернардино Луини в церкви Санта-Мария-Нуова в Каронно-Пертузелла (Варезе). Ломаццо прославился тем, что написал большую копию с фрески «Тайная вечеря» Леонардо да Винчи в трапезной монастыря Санта Мария делла Паче в Милане (1560 , разрушена во время Второй мировой войны). Успех ему принесла деятельность портретиста, но большинство произведений не сохранилось. Во Флоренции Ломаццо некоторое время служил хранителем картинной галереи герцога Козимо Медичи.
К концу 1560-х — началу 1570-х годов Ломаццо расписал несколько алтарей для миланских церквей в монументальном и строгом стиле. Самой значительной работой Ломаццо-живописца считается цикл росписей Капеллы Фоппа в церкви Сан-Марко в Милане на сюжеты из истории святых Петра и Павла (1573). Вскоре после завершения этого предприятия из-за болезни глаз художник вынужден был оставить живопись. Остаток своей жизни провёл, диктуя литературные труды и трактаты об искусстве.
Джован Паоло Ломаццо умер после длительной болезни девять лет спустя, в своем доме в Порта-Тичинезе 27 января 1592 года. Его учениками были Джованни Амброджо Фиджино, Кристофоро Чокка и Джироламо Чокка.

## Литературно-теоретические труды

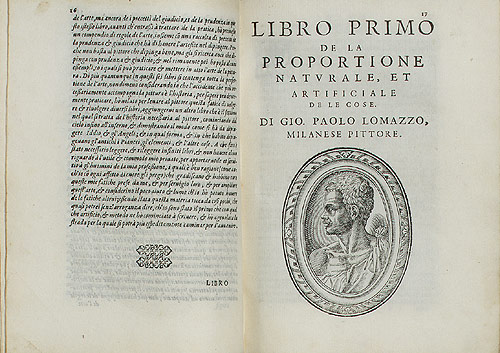
Ломаццо. Трактат об искусстве живописи

Ломаццо составил обстоятельную панораму истории живописи ломбардского маньеризма, чем существенно дополнил картину, созданную флорентийцем Джорджо Вазари. Он написал два трактата, которые стали важными вехами в истории теоретического искусствознания. Его первая работа, «Трактат об искусстве живописи, скульптуры и архитектуры» (Trattato dell’arte della pittura, scultura ed architettura, 1584), была интерпретирована австрийским историком искусства Юлиусом фон Шлоссером в сочинении «Литература по искусству: Пособие по источниковедению новой истории искусства» (Die Kunstliteratur. Ein Handbuch zur Quellenkunde der neueren Kunstgeschichte, 1924) как «руководство к концепции декора, которую Ренессанс частично унаследовал от классической античности». В трактате обосновываются основные идеи искусства маньеризма и его формальные приёмы: удлинённые пропорции фигур, эмоциональная напряжённость, чёткость и экспрессивность контуров, контрастные цветовые отношения. Особое значение Ломаццо придавал так называемой «змеевидной линии» (итал. linea serpentinata), выражающей напряжённое пластическое движение. Такая S-образно изогнутая линия придаёт изображаемым фигурам характерный изгиб, который с точки зрения классических пропорций кажется манерным и избыточным, но художники-маньеристы оценивали его, как и прочие новации, положительно и обозначали термином (лат. artificio — умелость, искусность).
В другом трактате, «Идея храма живописи» (Idea del tempio della pittura, 1590), Ломаццо предлагает интерпретацию природы творческой личности согласно теории четырёх темпераментов. В трактате также приводится описание некоей картины, изображающей храм на семи колоннах в качестве «семи столпов живописи», которые олицетворяют Леонардо да Винчи, Микеланджело, Рафаэль, Полидоро да Караваджо, Андреа Мантенья, Тициан и Гауденцио Феррари. Наряду с трактатом Федерико Цуккаро «Идея живописцев, скульпторов и архитекторов» (1607), теоретические работы Ломаццо составляют первую законченную эстетическую теорию искусства маньеризма.
Ломаццо — автор необычных стихотворений в виде диалогов, якобы сочинённых группой художников, музыкантов, ремесленников и актёров, которые тайно собрались под эгидой Вакха и импровизировали на различные темы. Эти стихотворения были изданы в двух сборниках: «Гротески» (Grotteschi) и «Арабески» (диал.: Rabìsch). В них Ломаццо, демонстрируя свою эрудицию, приводит цитаты из Каббалы, «Оккультной философии» Агриппы Неттесгеймского и других необычных источников. Дж. П. Ломаццо был членом игровой, в духе маньеризма, «Академии носильщиков из долины Бленио», или «Академии мужланов» (Accademia dei Facchini della Val di Blenio), поэтому его стихи написаны на диалекте жителей области Тичино (на севере Италии) как у «носильщиков, прибывших в Милан из долин Тичино, в частности из области Бленио». Ломаццо был провозглашён «аббатом» Академии. В роли аббата он изобразил себя на портрете, в подражание Караваджо, с венком из плюща, циркулем и тирсом (посохом) Вакха (1568, Милан, Пинакотека Брера). В Академию входили миланские художники, музыканты, ювелиры, театральные актёры и поэты, писавшие на местном «грубом» диалекте (отсюда и название кружка). Вакх был богом-покровителем «Академии».

## Галерея

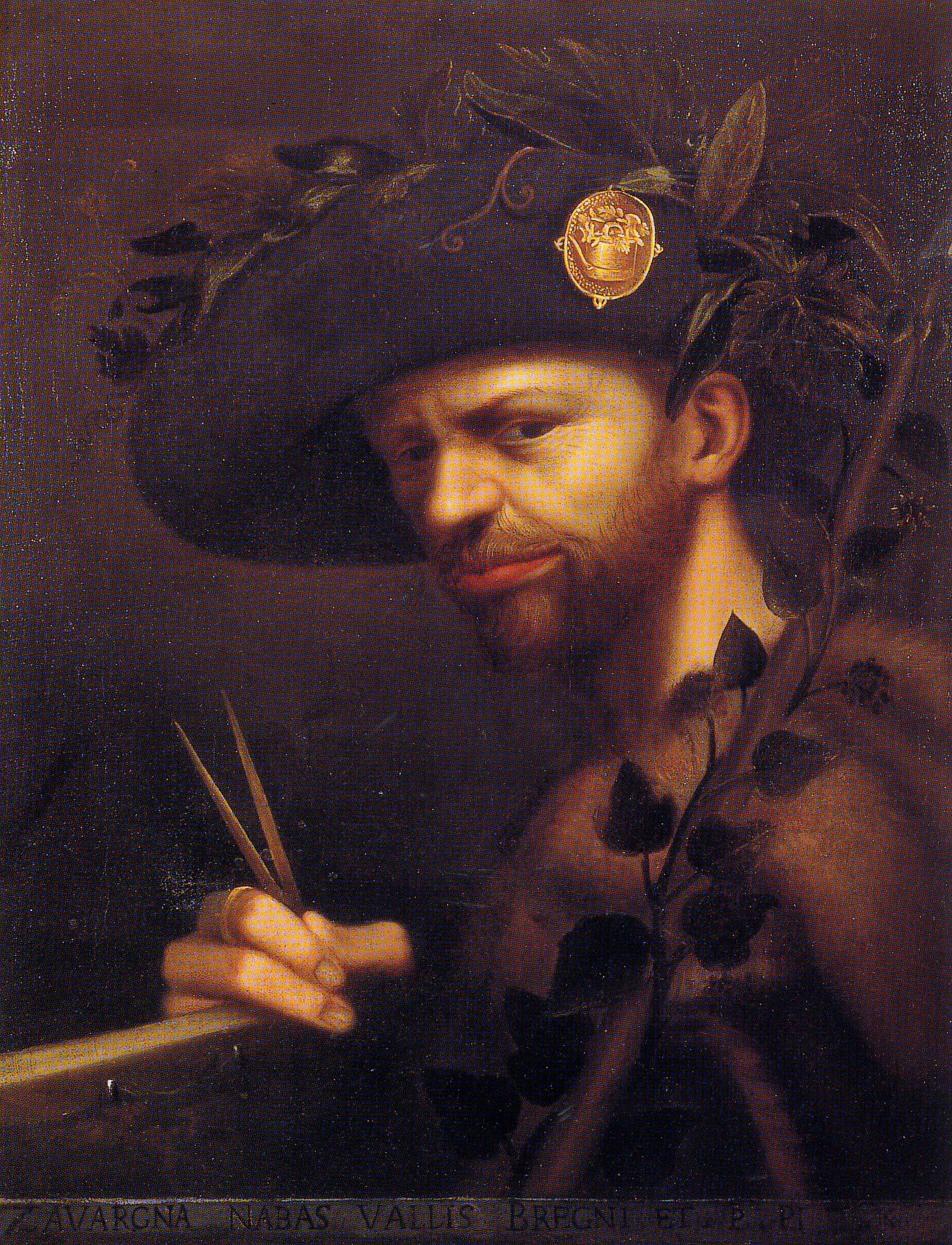
Автопортрет. Ок. 1568. Холст, масло. Пинакотека Брера, Милан
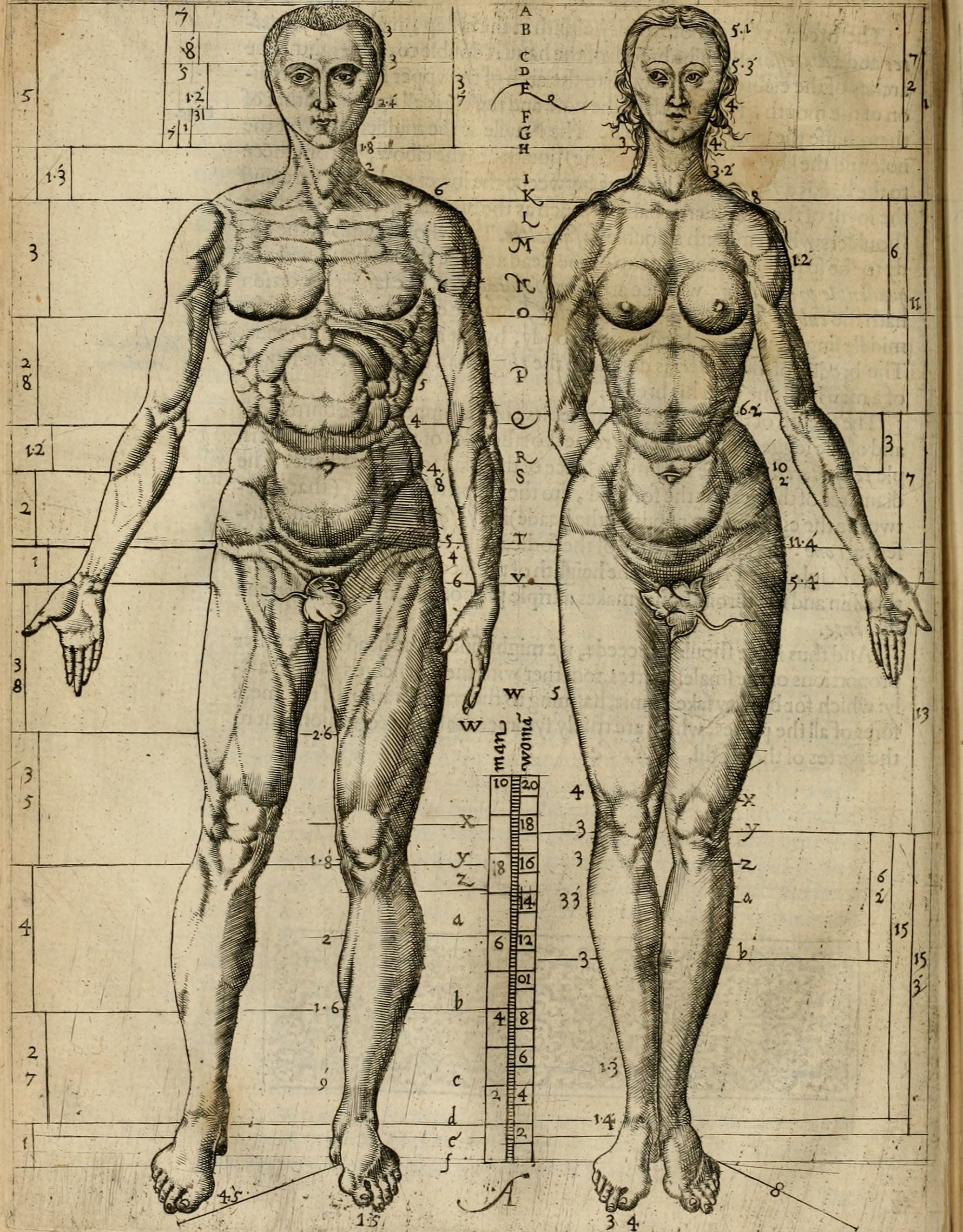
Страница из «Трактата об искусстве живописи, скульптуры и архитектуры». Издание 1598 г.
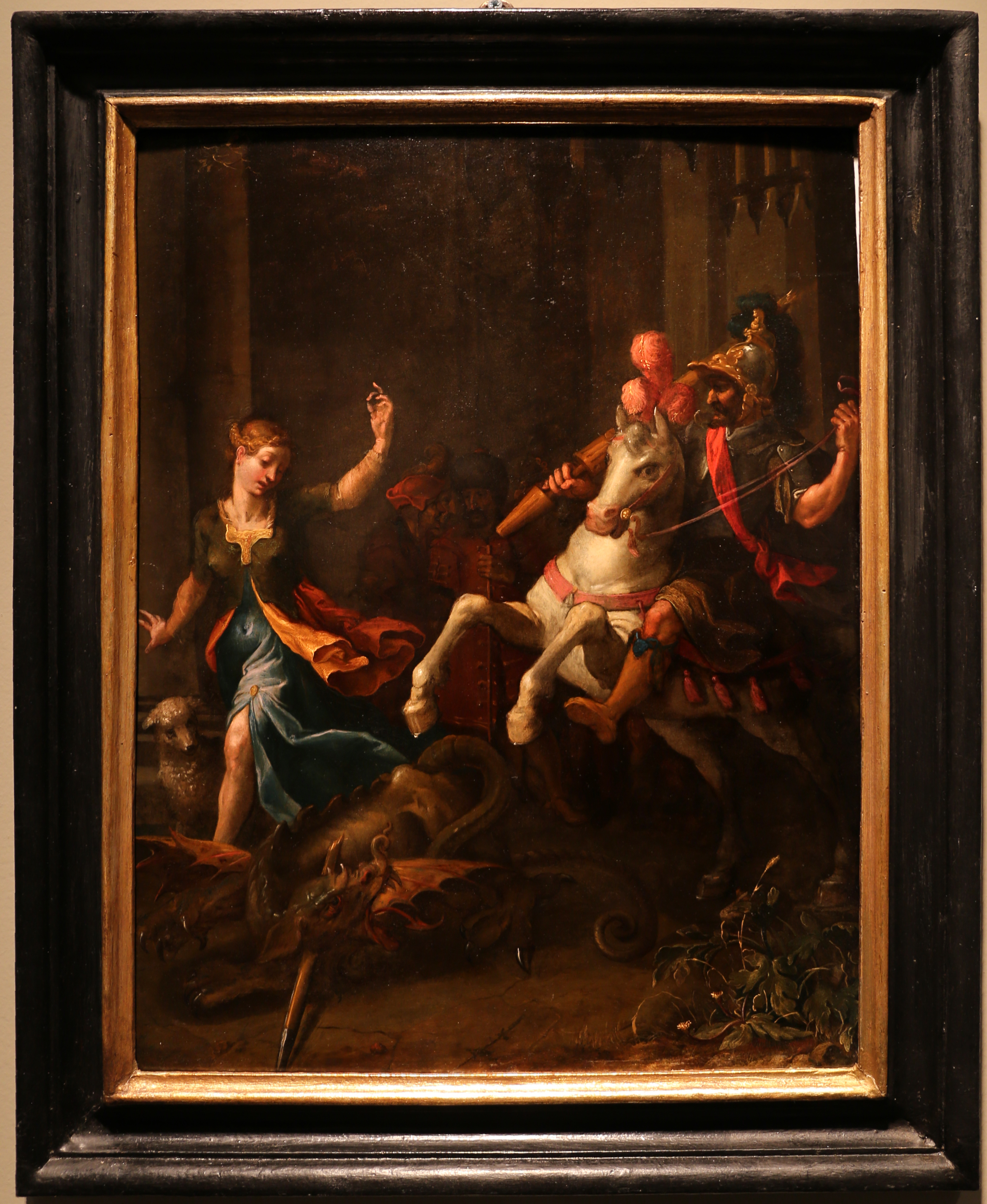
Святой Георгий и дракон. Между 1550 и 1590 гг. Дерево, масло. Частное собрание
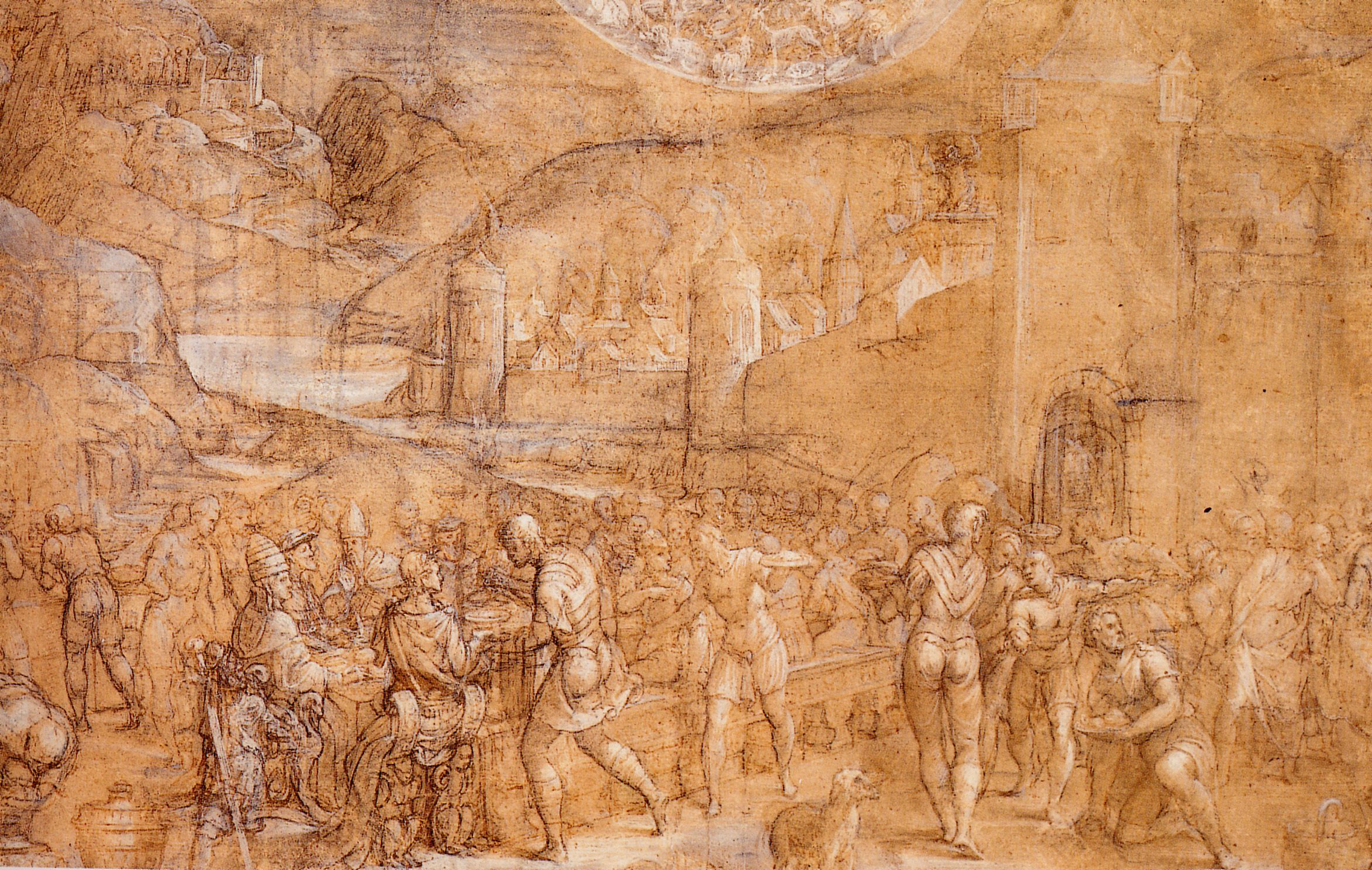
Постная Вечеря. 1567. Бумага, перо, сепия, белила. Эскиз фрески в Пьяченце (разрушена в 1943 году). Королевская библиотека, Виндзор
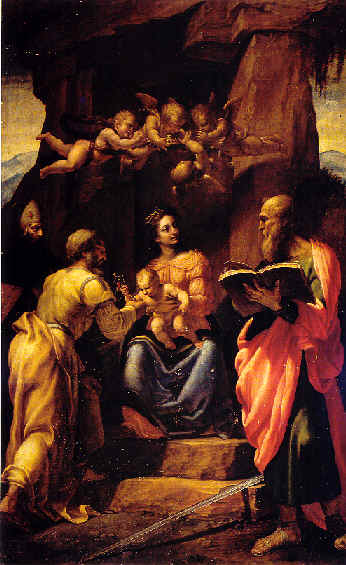
Мадонна с Младенцем и святыми. Холст, масло. Церковь Сан-Марко, Милан
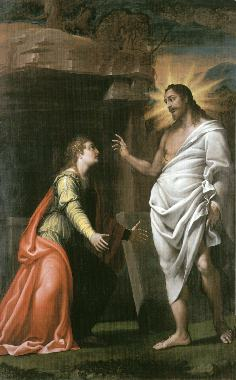
Не прикасайся ко Мне (Noli me tangere). 1568. Холст, масло. Палаццо Кьерикати, Виченца
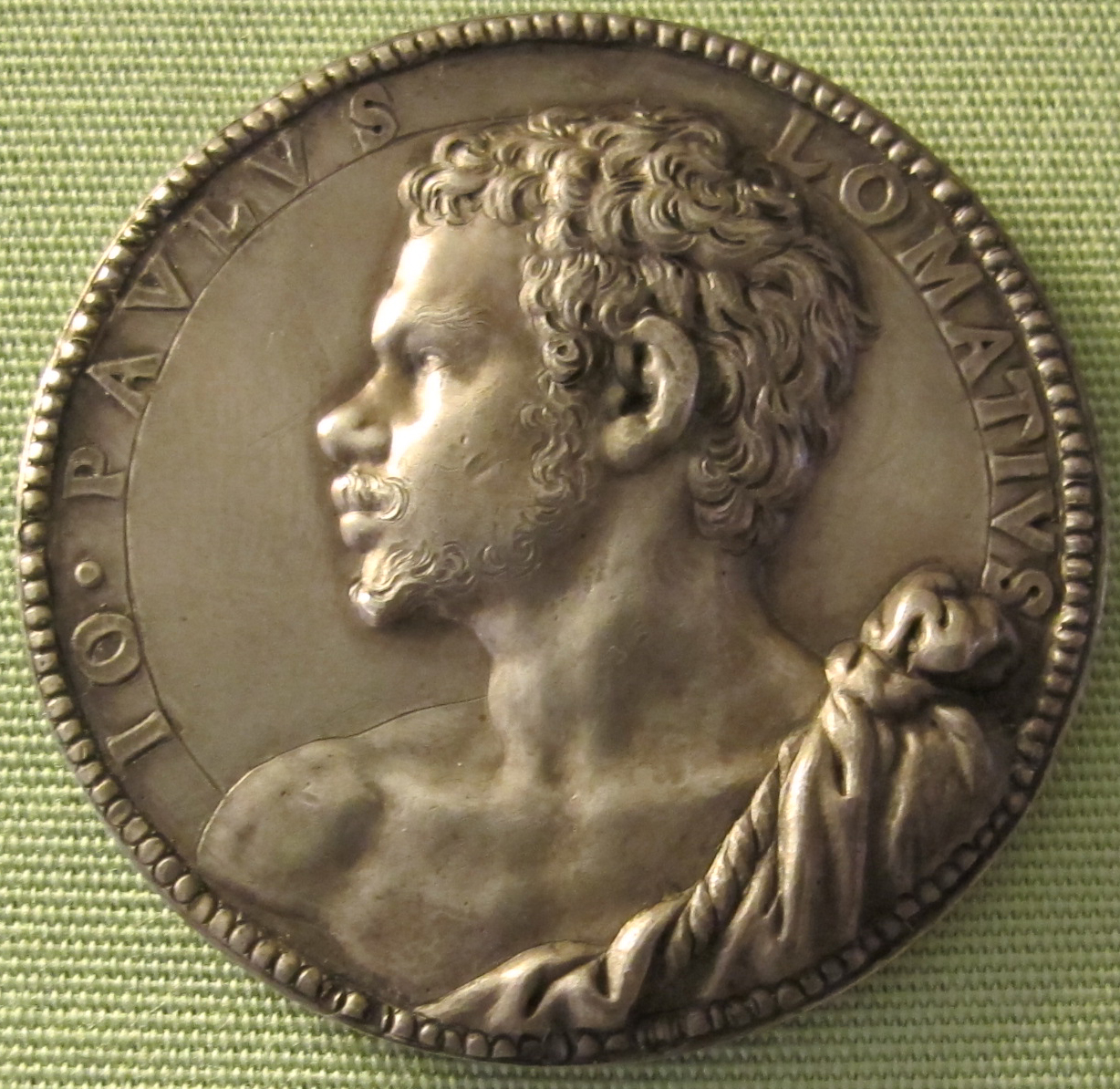
A. Фонтана. Портрет Дж. П. Ломаццо. Медаль. 1559. Бронза
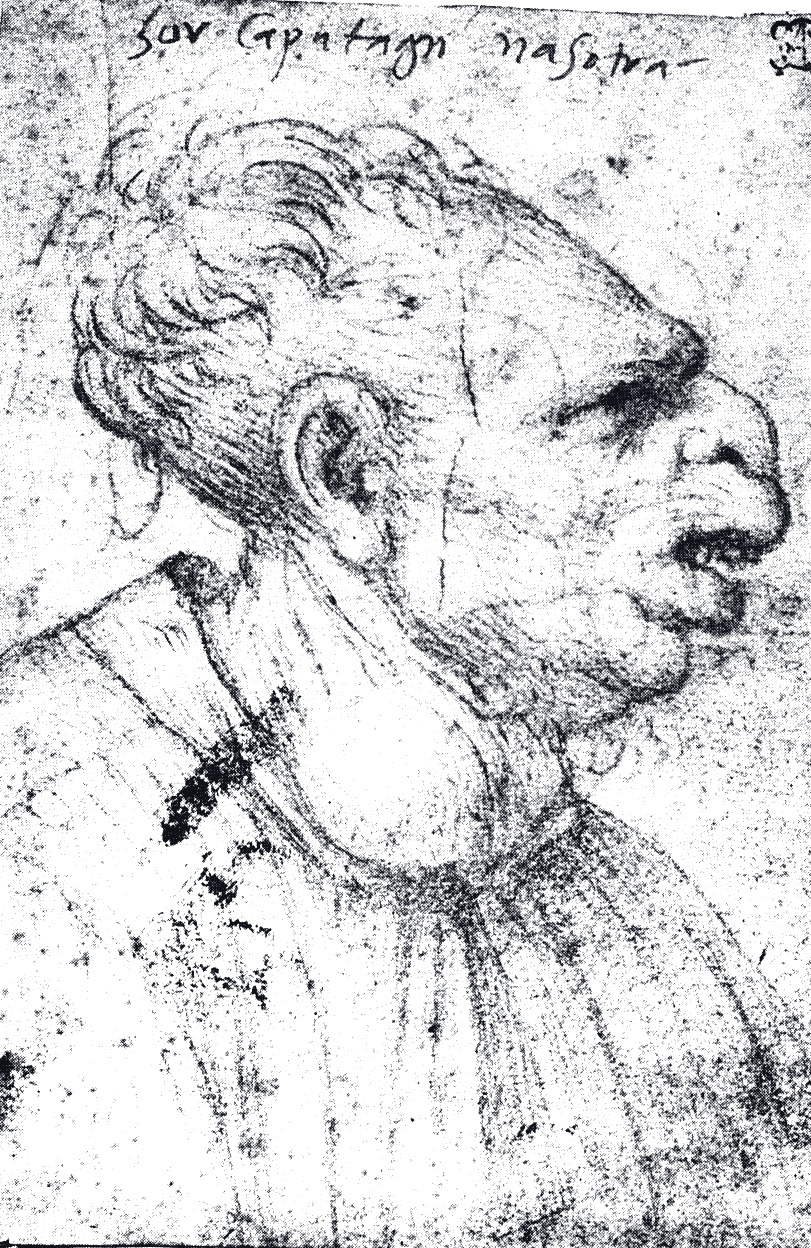
Гротеск (по образцу рисунка Леонардо да Винчи). Бумага, итальянский карандаш. Библиотека Амброзиана, Милан
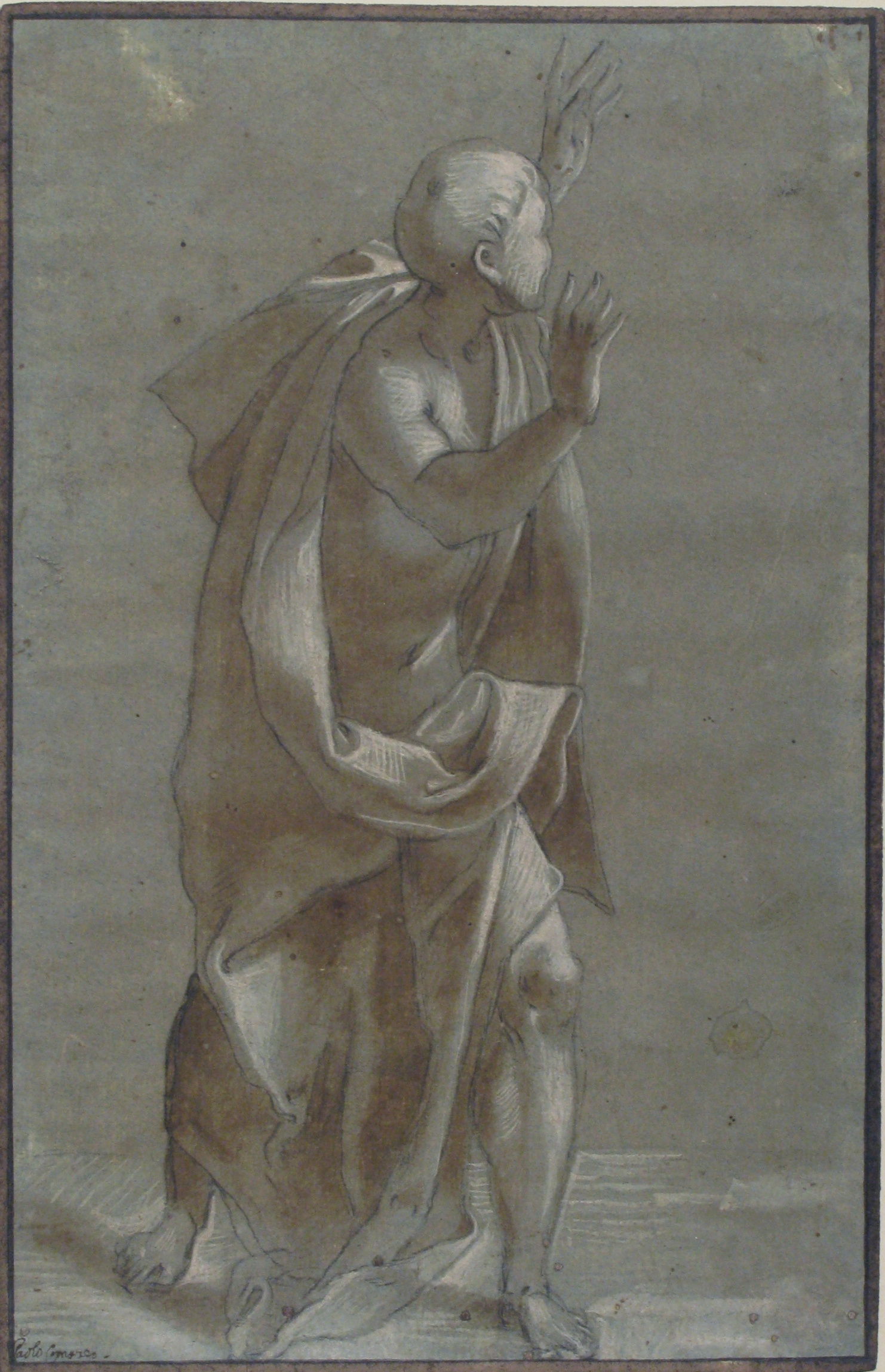
Задрапированная фигура. 1565–1571. Голубая бумага, чёрный мел, сепия, белила. Метрополитен-музей, Нью-Йорк

## Живописные произведения
- Автопортрет. Ок. 1558. Музей истории искусств, Вена
- Постная вечеря. 1567. Фреска. Пьяченца. Разрушена в 1943 г.
- Христос в саду. 1568. Пинакотека Амброзиана, Милан
- Автопортрет в образе аббата Академии делла Валь ди Бленио. Ок. 1568 г. Пинакотека Брера, Милан
- Не прикасайся ко Мне (Noli me tangere). 1568. Палаццо Кьерикати, Виченца
- Стигматизация святого Франциска со святыми Бернардино и Бартоломео. Ок. 1568—1570. Церковь Св. Варнавы, Милан
- Распятие. Ок. 1570. Пинакотека Брера, Милан
- Рождество. 1570. Лоди
- Пиета. Ок. 1570. Милан
- Фрески и заалтарный образ. 1570—1571. Церковь Сан-Марко, Милан
- Христос в саду. 1572. Монастырь Сан-Карло-аль-Корсо, Милан

## Издания
- 1563: Книга снов (Libro dei sogni. Firenze, 1973—1974)
- 1584: Трактат об искусстве живописи миланского художника Дж. Паоло Ломаццо. Разделен на семь книг. В которых содержится вся теория и практика живописи (Trattato dell’arte de la pittura di Gio. Paolo Lomazzo milanese pittore. Diuiso in sette libri. Ne' quali si contiene tutta la theorica, & la prattica d’essa pittura. Firenze 1973—1974)
- 1590: Идея храма живописи (Idea del Tempio della pittura. Firenze, 1973—1974)
- 1587: Заметки Дж. Паоло Ломаццо, миланского живописца, написавшего семь книг. В которых, подражая гротескам художников, он воспевает хвалу Богу и священным вещам, князьям и синьорам (Rime di Gio. Paolo Lomazzi milanese pittore, diuise in sette libri. Nelle quali ad imitatione de i grotteschi vsati da' pittori, ha cantato le lodi di Dio, & de le cose sacre, di prencipi, di signori)
- 1589: Арабески. Книга стихотворений (Rabisch drà Academiglia dor compà Zauargna, nabad dra vall d' Bregn, ed tucch i su fidigl soghit, con ra' ric enciglia dra valada. Or cantò di suersarigl, scianscia. Torino, 1993)
- 1591: О форме муз (Della forma delle Muse. Pisa, 2002).